# Lucq-de-Béarn
Lucq-de-Béarn é uma comuna francesa na região administrativa da Nova Aquitânia, no departamento dos Pirenéus Atlânticos. Estende-se por uma área de 49,11 km². Em 2010 a comuna tinha 947 habitantes (densidade: 19,3 hab./km²).